# Кокору (Валча)
Кокору (рум. Cocoru) насеље је у Румунији у округу Валча у општини Галича. Oпштина се налази на надморској висини од 212 m.

## Становништво
Према подацима из 2002. године у насељу је живело 563 становника, од којих су сви румунске националности.